# Catostylus viridescens
Catostylus viridescens är en manetart som först beskrevs av Chun 1896.  Catostylus viridescens ingår i släktet Catostylus och familjen Catostylidae. Inga underarter finns listade i Catalogue of Life.